# 榎並大二郎
榎並大二郎（1985年9月30日—），出生於東京都杉並區，出身於神奈川縣。日本富士電視台新聞播報員。
慶應義塾大學法學部畢業，大學四年都是學校游泳隊的主將；曾當選2006年「慶應先生」亞軍。2008年加入富士電視台，同期入社的有加藤綾子和椿原慶子。入社後多擔任新聞資訊以及體育節目，2011年開始擔任《FNN SUPER NEWS》報導員、《超值資訊！》記者。
因身材高大健碩、膚色黝黑，小學開始就已有「猩猩君」的綽號；成為播報員後也被多位同事稱為「褐色的子彈」。
其個人博客長年連載「褐色美女圖鑑」，親自拍攝和介紹富士電視台內的美女主播們，成為最具特色的富士播報員博客。
2014年2月，榎並赴泰國曼谷採訪深受反政府示威浪潮影響而舉行的大選。由於社會嚴重對立、街頭暴力不時發生，榎並身穿防彈衣，頭戴鋼盔進行採訪。卻意外地被泰國民眾的注視，認為這位來自日本的播報員高大英俊、皮膚黝黑健康，民眾爭相與其合照。甚至有媒體報導說「泰國大選都被他搶了風頭」。

## 外部連結
- 富士電視台 榎並大二郎 （页面存档备份，存于）
- 官方個人博客 （页面存档备份，存于）